# Oppidum de Sermuz
L'oppidum de Sermuz est un site archéologique de Suisse, situé près du village de Sermuz, sur le territoire de la commune vaudoise d'Yverdon-les-Bains.

## Description
D'une largeur et d'une hauteur de 6 mètres, le murus gallicus (mur gaulois) était à l'origine d'une longueur de 130 m. Il était fabriqué en terre et en pierre et renforcé par des poutres de bois sur une butte de terre ; pendant l'âge du fer, la structure était doublée d'un fossé à fond plat.
Des fouilles ont permis de mettre au jour du mobilier datant probablement de l'âge du bronze ainsi que des monnaies romaines et des fragments de céramique.
Le site est classé comme bien culturel suisse d'importance nationale. Il a été partiellement restauré en 1990 et offre aujourd'hui une reconstitution d'une section du rempart, dont une maquette est visible au musée d'Yverdon-les-Bains. 